# 김민석 (정치인)
김민석(金民錫, 1964년 5월 29일~)은 대한민국의 정치인이다. 2025년 7월부터 제49대 국무총리로 재임 중이다.

## 생애
김민석은 1964년 5월 29일, 서울에서 태어났다. 1982년에 서울대에 입학한 후 1985년 4월 3일 서울대 총학생회장에 선출되었다. 그는 총학생회장이 되기 전부터 안기부에서 예의주시하는 인물이었는데, 회장이 되고 나서 그가 큰 집회나 시위를 주도하자 광주 항쟁을 기리는 행사를 앞두고 일주일 동안 가둬지기도 하였다. 1985년 5월, 서울대학교 대동제 개막을 앞두고 김민석은 세 차례에 걸쳐 강제로 납치되었고, 영장 없이 연행된 뒤 5월 19일 아침까지 전경들에게 포위된 상태로 감시를 받기도 하였다. 5월 9일에는 서울대 정문 앞에서 경찰에 의해 연행되어 즉결심판에서 7일 형을 선고받았다. 이어 5월 16일 새벽에는 경찰에 의해 서울대병원에 강제 입원되었으며, 같은 날 오후 2시경 서울대 학생회 간부들의 도움으로 환자복을 입은 채 병원을 빠져나왔다. 이후 그는 예정대로 5월 17일 대동제 개막 행사에 참여해 집회를 주도하였다.
이후 1980년 5월 광주항쟁 당시 미국이 한국 공수부대 등의 투입에 동의했는가, 미국이 전두환 군사독재정권을 지지하는 이유는 무엇인가 등을 묻기 위해 서울 미국문화원을 점거했다가 수배되었다. 전두환 독재 시기이던 당시, 이 사건으로 인해 도망다니다, 1985년 6월 7일 서울대에서 행사를 마치고 나오는 길에 경찰이 학교를 에워쌌다. 그러자 그는 여장하여 탈출하려다 불심검문조에게 걸려 체포되어 1986년 징역 4년을 선고받고 옥고를 치렀다. 고문이 만연하던 시기였으나 국제적 관심을 받아 고문을 피할 수 있었다.
그의 인터뷰에 따르면 그는 수감되어 서대문구치소, 안양, 청주 등에서 독방 생활을 했으며 신문이나 TV, 라디오가 금지되었고, 책도 모두 검열한 뒤 반입할 수 있었다고 한다. 교도소 맨바닥에 송판을 깔고, 얇은 담요를 깔아 겨울을 나는 등 잠자리도 편치 못해 골병이 들었다고 토로했다.
1992년에 실시된 제14대 총선에서 영등포구 을에 민주당 소속으로 출마하였으나 민주자유당의 나웅배 후보에게 285표차로 낙선하였다. 하지만 1996년에 실시된 제15대 총선에서 재차 영등포구 을에 새정치국민회의 소속으로 출마하여 신한국당 후보였던 최영한 후보를 꺾고 국회에 입성하였다. 2000년에 실시된 제16대 총선에서 새천년민주당 소속으로 출마하여 재선에 성공하였다.
2002년 새천년민주당의 서울특별시장 후보 경선에서 승리했으나 본선인 제3회 전국동시지방선거에서는 한나라당 소속 이명박 후보에게 패배해 낙선하였다. 이후 제16대 대선을 앞두고 새천년민주당의 노무현 후보의 지지율이 떨어지자 탈당하여 무소속의 정몽준 후보 지지를 선언하며 후보 단일화를 요구하였다. 하지만 정몽준 후보가 제16대 대선 전날 노무현 후보에 대한 지지를 철회함에 따라 다시 새천년민주당으로 복당하였다.
2008년, 제18대 총선을 앞두고 2002년의 정치자금법 위반 전력이 문제가 되어 공천에서 배제되었으나 그해 7월 전당대회에서 당 최고위원에 선출되었다. 이후 민주당 최고위원으로서 제5회 전국동시지방선거를 지휘하였다.
2016년에는 민주당의 대표를 맡아 제20대 총선에서 비례대표 2번으로 출마하였으나 낙선하였다. 2016년 9월 18일 민주당 대표로서 더불어민주당 대표 추미애와 신익희 생가에서 만나 당 통합을 발표하였다. 2020년에는 21대 총선에서 영등포구 을 지역구에 출마, 50.26%의 득표율을 올리며 18년만에 국회로 복귀했다.
2025년 6월 4일, 이재명 정부 초대 국무총리로 지명, 다음달 3일 국회 본회의에서 인준안이 통과됨에 따라 제49대 국무총리직에 취임하였다.

## 논란
2000년 5월 17일, 5.18 민주화운동 기념일 행사에 참가하기 위해 광주광역시를 방문한 정치인들이 전야제가 끝난후 시내 '새천년NHK' 퇴폐업소에서 술을 마셨다는 논란이 제기되었다. 당시 많은 민주당 남자 소속 의원들이 퇴폐업소에서 술을 마셨다. 이에 그 비서관 김학영은 "여성들과 논 사실은 없다." 라고 밝히며, 김민석 의원 공식 해명으로 받아들여도 된다고 밝혔다. 김민석 의원 해명을 비서관이 전하였다. "그날 술을 먹었지만, 내용이 많이 부풀려져있다. 퇴폐업소가 아닌 가라오케였다. 광주에서 저녁식사를 마치고 토론회에 가는 사이에 잠깐 들렀다. 반주정 하려고 하였다. 하지만, 술에 흥청망청하거나 여성 종업원을 불러서 놀은 것은 거짓이다. 많이 부풀려져 있다. 상식적으로 토론회를 앞두고 있는 상태에서 술냄새 풍기며 참가하려고 하였겠느냐? 토론회도 참석하였다. 토론회가 몇시부터 시작됐는지 잘 모르겠지만, 새벽 3시까지 하였다" 라고 밝히며 자세하게 해명하였다. 광주 민주화운동을 기념하고 나서 가라오케를 간 행적은 비판받게 되는 대목이다.

## 전과
- 폭력행위등처벌에관한법률위반, 집회및시위에관한법률위반: 징역 4년 - 1986년 2월 4일 선고[10]
- 국가보안법위반: 징역 1년 6월, 자격정지 1년 6월 - 1986년 7월 21일 선고[10]

### SK 2억여원 수수
2002년 지방선거에서 김민석은 서울특별시장 후보로 나서며 SK 손길승 회장에게서 2억원을 수수한 뒤 영수증 처리를 하지 않았다. 2004년 5월 3일 대검찰청 중앙수사부는 김민석을 소환해 조사하였다.
2005년 2월 18일 정치자금에관한법률위반으로 징역 8월, 집행유예 2년이 선고되었다.

### 7억여원 금품 수수
2008년 11월 24일, 김민석은 불법 정치자금을 받은 혐의로 구속되었다. 최초로 사전 구속 영장이 청구된 지 26일 만이었다.
2009년 3월 13일, 서울중앙지방법원 제23형사부(재판장 홍승면 부장판사)는 정치자금법 위반 혐의를 인정하여 징역 1년 집행유예 2년에 추징금 7억 2160만 원을 선고하고 구속 3개월여 만에 석방하였다.
2009년 7월 30일 항소심 재판부는 대가성이 없음을 인정하여 원심 판결을 파기하고 김민석에게 벌금 600만원을 선고하였다. 이후 2010년 8월 19일 대법원 판결로 확정되었다.

## 학력
- 1977년 신광국민학교 졸업
- 1980년 서대문중학교 졸업
- 1982년 숭실고등학교 졸업
- 1989년 서울대학교 사회과학대학 사회학 학사
- 1994년 컬럼비아대학교 국제정치학
- 1995년 하버드 케네디 스쿨 행정학 석사
- 2010년 중국 칭화대학교 로스쿨 중국법 석사
- 2011년 럿거스대학교 법과대학원 J.D

## 경력
- 서울대학교 총학생회 회장
- 전국학생연합 의장
- 단국대학교 초빙교수
- 한양대학교 초빙교수
- 민주당 총재단 특별보좌역
- 민주당 서울특별시 지부 영등포구 을 지구당위원장
- 제1회 전국동시지방선거 민주당 조순 서울특별시장 후보 선거대책위원회 기획실장 및 대변인
- 새정치국민회의 당무위원
- 새정치국민회의 부대변인
- 새정치국민회의 김대중 총재특별보좌역
- 새정치국민회의 서울특별시 지부 영등포구 을 지구당위원장
- 제2회 전국동시지방선거 새정치국민회의 고건 서울특별시장 후보 선거대책위원회 유세단장
- 고건 민선 2기 서울특별시장 인수위원회 위원
- 새정치국민회의 대변인
- 새정치국민회의 광역교통정책기획단 위원장
- 새정치국민회의 신당창당발기인
- 엠네스티 국회 총무
- 새천년민주당 서울특별시 지부 영등포구 을 지구당위원장
- 새천년민주당 대변인
- 새천년민주당 정치개혁특별위원회 간사
- 새천년민주당 쇄신특별위원회 간사
- 새천년민주당 김대중 총재비서실장
- 제3회 전국동시지방선거 새천년민주당 서울특별시장 후보
- 새천년민주당 서울특별시 지부 영등포구 갑 지구당위원장
- 열린우리당 특임행정위원
- 대통합민주신당 특임행정위원
- 민주당 최고위원
- 민주당 대표최고위원
- 더불어민주당 추미애 당대표 특보단장
- 미국 뉴저지주 변호사
- 1996년 4월 11일: 대한민국 제15대 국회의원 선거 당선(서울 영등포구 을, 새정치국민회의, 초선)
- 2000년 4월 13일: 대한민국 제16대 국회의원 선거 당선(서울 영등포구 을, 새천년민주당, 재선)
- 2017년 4월~2019년 5월: 더불어민주당 민주연구원 원장
- 2017년 4월~2017년 5월: 제19대 대통령 선거 더불어민주당 문재인 대통령 후보 종합상황본부장
- 2020년 4월 15일: 대한민국 제21대 국회의원 선거 당선(서울 영등포구 을, 더불어민주당, 3선)
- 2020년 5월~2025년 7월: 더불어민주당 서울특별시당 영등포구 을 지역위원회 위원장
- 2022년 5월: 제8회 전국동시지방선거 더불어민주당 총괄선거대책위원장
- 2023년 3월~2023년 10월: 더불어민주당 정책위원회 의장
- 2023년 3월~2023년 10월: 더불어민주당 포용국가비전위원장
- 2024년 2월~2024년 4월: 제22대 국회의원 선거 더불어민주당 총선기획단 단장
- 2024년 2월~2024년 4월: 제22대 국회의원 선거 더불어민주당 선거대책위원회 종합상황실장
- 2024년 4월 10일: 대한민국 제22대 국회의원 선거 당선(서울 영등포구 을, 더불어민주당, 4선)
- 2024년 8월~2025년 6월: 더불어민주당 수석최고위원
- 2025년 5월~2025년 6월: 제21대 대통령 선거 더불어민주당 이재명 대통령 후보 진짜 대한민국 선거대책위원회 상임공동선거대책위원장
- 2025년 7월 3일~: 제49대 국무총리
- 2025년 7월~: 대통령직속 규제개혁위원회 공동위원장(당연직)
- 2025년 7월~: 대통령직속 국가지식재산위원회 공동위원장(당연직)
- 2025년 7월~: 대통령직속 2050 탄소중립녹색성장위원회 공동위원장(당연직)

## 의정 활동
- 1996년 5월 30일~2000년 5월 29일: 제15대 국회의원(서울 영등포구 을, 새정치국민회의→새천년민주당, 초선)
  - 1996년 5월~1998년 5월: 제15대 국회 전반기 통신과학기술위원회 위원
  - 1997년 1월~1997년 5월: 제15대 국회 전반기 한보비리특별위원회 위원
  - 1998년 5월~2000년 5월: 제15대 국회 후반기 정무위원회 위원
  - 1999년 1월~1999년 4월: 제15대 국회 후반기 IMF 환란조사특별위원회 위원
- 2000년 5월 30일~2002년 5월 25일: 제16대 국회의원(서울 영등포구 을, 새천년민주당, 재선)
  - 2000년 5월~2002년 5월: 제16대 국회 전반기 정무위원회 위원
  - 2001년 10월~2002년 5월: 제16대 국회 전반기 정치개혁특별위원회 간사
- 2020년 5월 30일~2024년 5월 29일: 제21대 국회의원(서울 영등포구 을, 더불어민주당, 3선)
  - 2020년 6월~2020년 9월: 제21대 국회 전반기 행정안전위원회 위원
  - 2020년 6월~2021년 3월: 제21대 국회 전반기 예산결산특별위원회 위원
  - 2020년 7월~2024년 5월: 전환기 한국경제 포럼 구성의원
  - 2020년 9월~2022년 5월: 제21대 국회 전반기 보건복지위원회 위원장
  - 2022년 7월~2024년 5월: 제21대 국회 후반기 보건복지위원회 위원
  - 2022년 8월~2023년 4월: 제21대 국회 연금개혁 특별위원회 위원
- 2024년 5월 30일~ 제22대 국회의원(서울 영등포구 을, 더불어민주당, 4선)
  - 2024년 6월~: 제22대 국회 전반기 국방위원회 위원
  - 2024년 9월~2024년 12월: 제22대 국회 전반기 국회운영위원회 위원

## 수상
- 1999년 뉴스위크 선정 21세기 100대 지도자
- 2000년 다보스포럼 선정 미래 100대 지도자
- 2001년 제3회 백봉신사상 신사의원상

## 가족
- 2남 2녀 중 차남
- 김자영(전처, 2014년 이혼)
- 이태린(2019년 재혼)
- 1남 1녀

## 역대 선거 결과
|  | 40.95% |

|  | 48.87% |

|  | 60.39% |

|  | 43.02% |

|  | 20.88% |

|  | 0.88% |

|  | 50.26% |

|  | 50.18% |

## 소속 정당
| 소속 정당 | 소속 정당      | 소속 기간 | 비고                |
| --------- | -------------- | --------- | ------------------- |
|           | 민주당         | 1990~1991 | 정계 입문           |
|           | 민주당         | 1991~1995 | 합당                |
|           | 무소속         | 1995      | 탈당                |
|           | 새정치국민회의 | 1995~2000 | 창당                |
|           | 새천년민주당   | 2000~2002 | 합당                |
|           | 무소속         | 2002      | 탈당                |
|           | 국민통합21     | 2002~2003 | 입당                |
|           | 무소속         | 2003      | 탈당                |
|           | 새천년민주당   | 2003~2004 | 복당                |
|           | 민주당         | 2005~2007 | 당명 변경           |
|           | 중도통합민주당 | 2007      | 합당                |
|           | 민주당         | 2007~2008 | 당명 변경           |
|           | 통합민주당     | 2008      | 합당                |
|           | 민주당         | 2008~2010 | 당명 변경           |
|           | 무소속         | 2010~2014 | 당적 상실 정계 은퇴 |
|           | 민주당         | 2014~2016 | 창당 정계 복귀      |
|           | 더불어민주당   | 2016~현재 | 합당                |

## 같이 보기
- 대한민국의 국무총리
- 서울 영등포구의 국회의원
- 영등포구 을
- 틀:이재명 정부
- 틀:대한민국의 국무총리